# Grumman F8F Bearcat
Le Grumman F8F Bearcat, affectueusement appelé Bear (Ours), est un chasseur monomoteur embarqué américain des années 1940. Il a servi durant la deuxième partie du XXe siècle, principalement au sein de l'United States Navy. Il fut le dernier chasseur à moteur à piston de la compagnie Grumman, et fut suivi par le Grumman F9F Panther à réaction.

## Conception et développement
L'objectif était de créer un avion dont le principal rôle serait l'interception tout en étant capable d'opérer à partir de plus petits porte-avions (à l'inverse de son prédécesseur, le très efficace mais imposant Grumman F6F Hellcat).
Il s'agissait en outre de remplacer l'obsolète Grumman F4F Wildcat toujours présent comme chasseur de soutien principal à bord des navires d'escorte. Par conséquent, les concepteurs de Grumman s'attachèrent à dessiner le chasseur le plus compact et léger possible tout en utilisant le moteur Pratt & Whitney R-2800, équipant déjà le Hellcat. Comparé à ce dernier, le Bearcat était ainsi 20 % plus léger, « grimpait » 30 % plus vite et était plus rapide de 80 km/h.
En comparaison avec le Chance Vought F4U Corsair, il était légèrement plus lent mais restait plus manœuvrable et plus rapide en vitesse ascensionnelle. Son énorme hélice quadripale nécessitait un train d'atterrissage surélevé qui lui donnait une allure facilement identifiable. Et pour la première fois sur un chasseur de l'aéronavale, une verrière en forme de "goutte d'eau" offrait au pilote une vision à 360°, comme les chasseurs de l'Armée de l'Air Republic P-47 Thunderbolt ou North American P-51 Mustang à partir des versions "D".
Le concept du F-8F Bearcat était basé par Grumman sur l'évaluation d'un Focke-Wulf Fw 190 capturé en Angleterre en 1943. Les rapports d'analyses provenant des équipes d'ingénieurs et des pilotes d'essai, permirent à Leroy Grumman de définir et d'améliorer les caractéristiques du projet « Model 58 », le successeur du Hellcat. La firme Grumman ne copia pourtant pas le Fw 190 mais s'inspira de sa « philosophie » de conception. Le Bearcat émanant du « Design 58 » devant surclasser des chasseurs japonais extrêmement manœuvrables tels que le A6M-5 « Zero », et protéger la flotte contre des attaques kamikazes.
Malheureusement, en raison de son futur usage intensif sur porte-avions (augmentation du poids à cause du mécanisme d'appontage, de repliage des ailes, du train renforcé, etc.) le prototype se révéla plus lourd que prévu. Les équipes de conception lancèrent donc une cure d'« amaigrissement », notamment en l'équipant d'extrémités d'ailes détachables; si l'accélération dépassait 7,5 g, celles-ci cassaient net tout en permettant à l'appareil de continuer de voler et d'apponter.
Ce genre de conception fonctionnait très bien dans des conditions théoriques de roulage et de vol  mais dans les circonstances opérationnelles « réelles » avec les contraintes d'appontage répétées et une fabrication des ailes un peu moins soignée, elles eurent quelquefois tendance à se briser lors de bombardements et de piqués. Un système explosif destiné à souffler les extrémités d'ailes au plus loin de l'appareil fut alors mis au point. Néanmoins, un déclenchement accidentel de ce dispositif tua un technicien au sol et le système fut abandonné. Finalement, les ailes furent simplement renforcées et l'avion limité pour ne pas dépasser 7,5 g.
Le chef du projet Grumman F8F fut le légendaire pilote d'essai Corky Meyer, qui dirigea également les projets F6F Hellcat, F7F Tigercat, F9F Panther, F11F Tiger et XF10F Jaguar. Meyer fut à la tête de la Grumman Flight Operations située à la base Edwards de l'US Air Force, de 1952 à 1956,.
Un autre nom célèbre est associé à ce projet : Neil Armstrong, qui répondait immédiatement et assurément « Bearcat » quand on lui demandait quel était son avion préféré. Armstrong reçut sa certification d'entraînement avancé de la Navy à 19 ans sur ce type d'appareil.

## Service opérationnel
Les premiers prototypes furent commandés en novembre 1943 et volèrent moins de 9 mois plus tard, le 21 août 1944. Dès les essais initiaux, la machine atteignit des pointes maximales de l’ordre de 680 kilomètres à l’heure, avec une vitesse ascensionnelle de plus de 1 460 mètres à la minute. Ces performances impressionnèrent la Marine américaine, qui commanda 2 023 exemplaires de la première série de production appelée F8F-1 en octobre 1944. Les premiers exemplaires de série ont été livrés en février 1945 et la première escadrille fut opérationnelle le 21 mai, mais les F8F ne connurent pas le feu de la Seconde Guerre mondiale,.

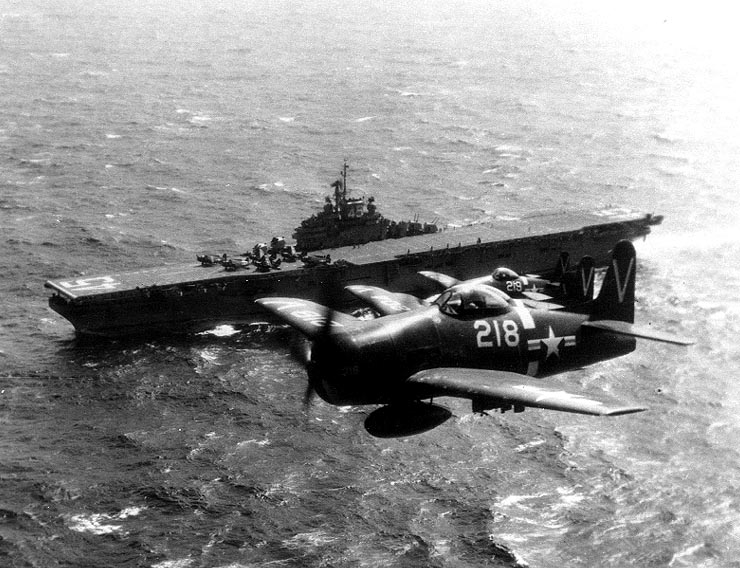
Grumman F8F Bearcat au-dessus de l'USS Valley Forge en 1948

Après guerre, le Bearcat devient le principal chasseur de la Navy, équipant 24 fighter squadrons. Il est souvent mentionné comme l'un des meilleurs (si ce n'est le meilleur) chasseurs à moteur à piston jamais construits. Ses performances étaient telles qu'il surclassait les premiers avions à réaction. Sa capacité aux acrobaties aériennes fut confirmée par le choix de la Navy d'équiper ses Blue Angels avec des Bearcats en 1946, qu'ils ont utilisés jusqu'en 1950, date à laquelle l'équipe fut temporairement dissoute à cause de la Guerre de Corée. Le Grumman F9F Panther et le McDonnell F2H Banshee ont alors largement remplacé le Bearcat au sein de l'US Navy, leurs performances et d'autres avantages éclipsant définitivement les chasseurs à moteurs à pistons.
Un exemplaire de série non modifié d'un F8F-1 a battu le record de vitesse ascensionnelle en 1946, en montant à l'altitude de 3 048 mètres en 94 secondes en partant de l'altitude de 35 mètres ou 115 pieds). Le Bearcat a détenu ce record pendant 10 ans avant de se faire battre par un chasseur à réaction, qui n'aurait pas pu le concurrencer sur la distance de décollage.

## Guerre d'Indochine
.

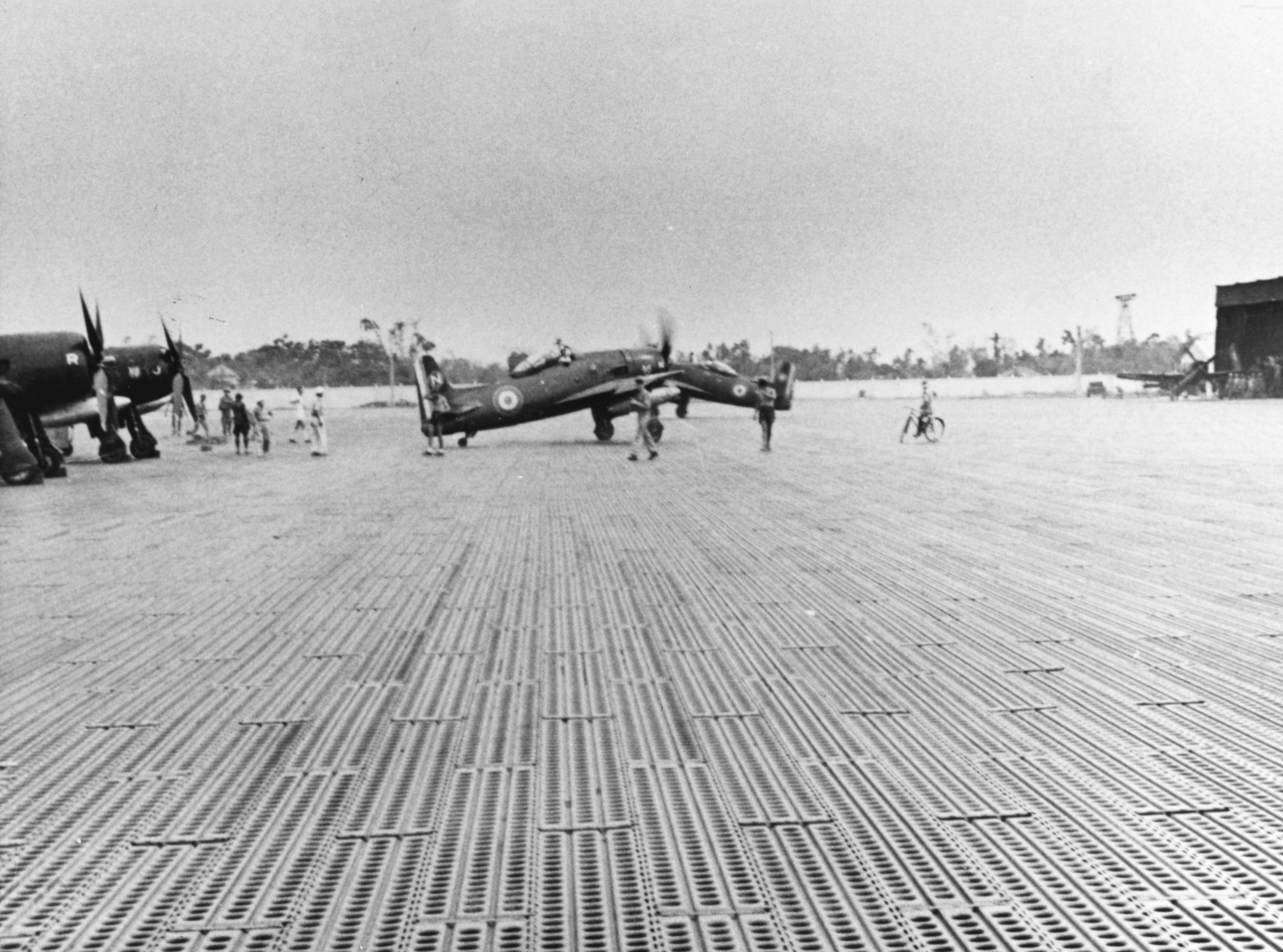
Grumman F8F Bearcat sur la base de Tourane (Da Nang) en 1954

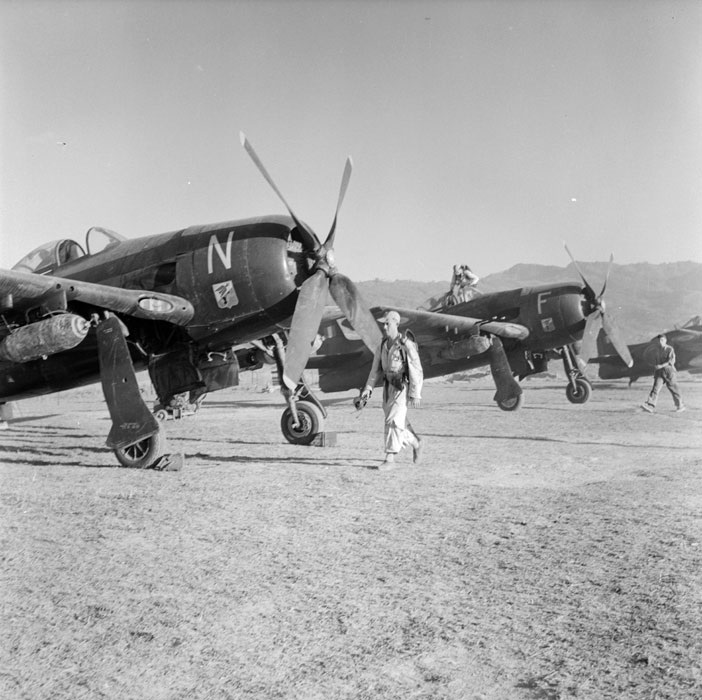
Des F8F-1 du Groupe de Chasse I/8 Saintonge.

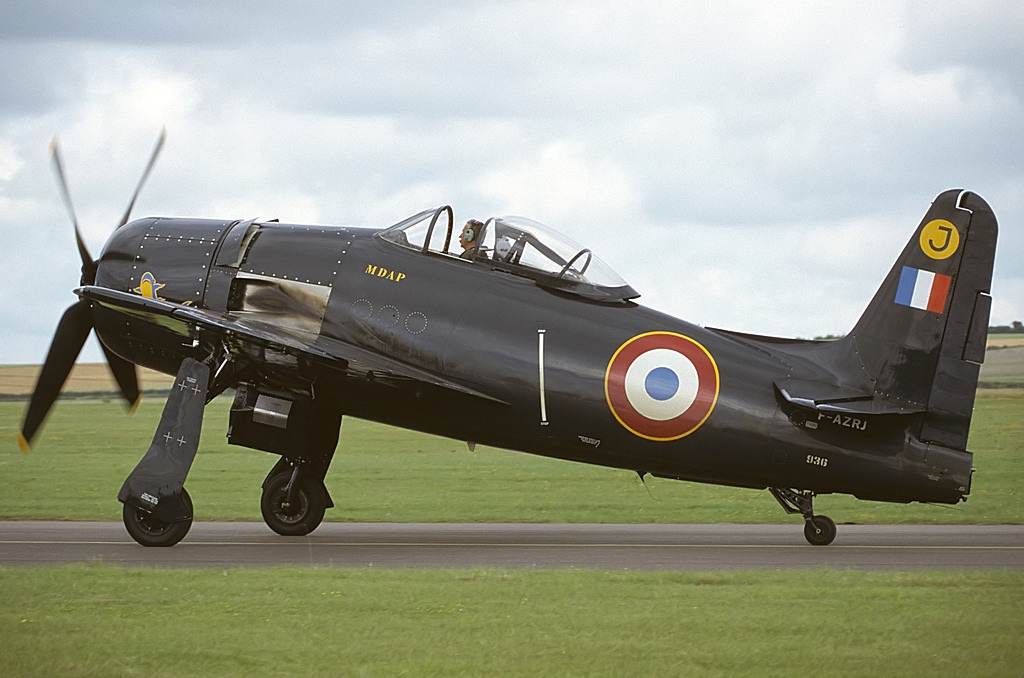
Grumman F8F-2 Bearcat aux couleurs de l'armée de l'air française en Indochine

Le Bearcat connut son baptême du feu durant la guerre d'Indochine. Par un curieux hasard, dans le seul conflit majeur auquel il participa, il ne se battit pas sous les cocardes de son pays d'origine, mais sous celles de la France ; et alors qu'il avait été conçu comme intercepteur, il ne livra aucun combat aérien, mais fut employé exclusivement comme chasseur-bombardier et avion de reconnaissance, rôle pourtant considéré comme secondaire lors de son développement. La mauvaise ventilation dans le cockpit fait que la température dépasse les 40 °C.

Les Bearcat furent cédés par les États-Unis à la France dans le cadre de leur aide militaire, afin de remplacer les chasseurs américains Grumman F6F Hellcat reçus en 1950. Ils furent livrés en deux tranches : une première tranche de 44 appareils en février 1951, puis une seconde tranche de 46 avions en mars 1951, soit un total de 90 appareils modernes, livrés à Saïgon, dans un laps de temps très court. Le F8F devint l’avion standard de l’Armée de l’air durant la seconde et dernière partie de la guerre, avec 160 machines livrées (sur 197 accordées). Un total de 209 appareils sont perçus et 103 sont perdus au combat et accidentellement.
Cependant aucun avion ne servit dans la Marine nationale, qui demeura fidèle au Grumman F6F Hellcat jusqu'à la fin de la guerre : aux avions qu'elle avait reçu en 1950, elle ajouta en 1951 ceux cédés par l'armée de l'air.
En appui-feu, les mitrailleuses des F8F-1 et les canons des F8F-1B sont largement utilisés avec un réglage de convergence des armes à 600 m voire moins. En bombardement, des bombes de 50 à 250 kg ainsi que des bidons de napalm peuvent être emportés, plusieurs accidents au sol ayant lieu lors du remplissage des réservoirs de ce dernier produit hautement inflammable. En mission de reconnaissance, ils sont équipés d'appareils photographiques K-17 et K-22 montés dans un bidon de carburant ventral transformé.
L'armée de l'Air française n'utilisa pas le Bearcat après la guerre d'Indochine. Les derniers groupes de chasse français furent dissous au printemps 1956 et les appareils survivants furent cédés aux forces aériennes du Sud-Viêt Nam nouvelle nation résultant de la dissolution de l'Indochine française, ainsi qu'à la Force aérienne royale thaïlandaise. Aucun n'a rejoint la France.

## Avion de course

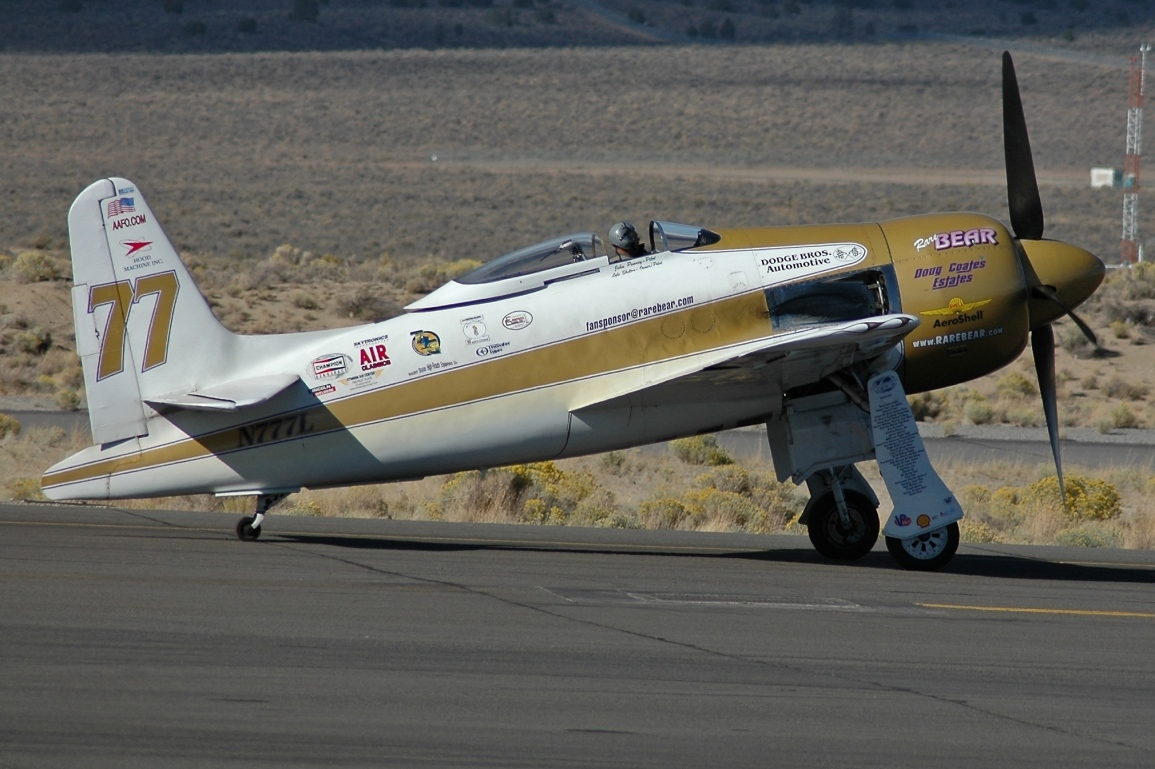
Grumman F8F-2 Bearcat Rare Bear

Les F8F Bearcat sont depuis longtemps populaires dans les courses aériennes. Un Bearcat de série, sponsorisé par Bill Stead, gagna la première course de la Reno Air Race en 1964. Rare Bear, un F8F largement modifié, appartenant à Lyle Shelton, domina les compétitions durant des décennies, souvent concurrencé par un autre pilote de renom, Darryl Greenamyer, lui-même pilotant un Bearcat et détenteur de record de vitesse. Rare Bear est également détenteur de nombreux records, incluant le record mondial de vitesse de 1989 (catégorie moteur à piston) sur 3 km à plus de 850 km/h, et le record de vitesse ascensionnelle en 1972, 3 000 mètres en 91,9 secondes, récupérant le record de 1946 cité plus haut,,.

## Variantes

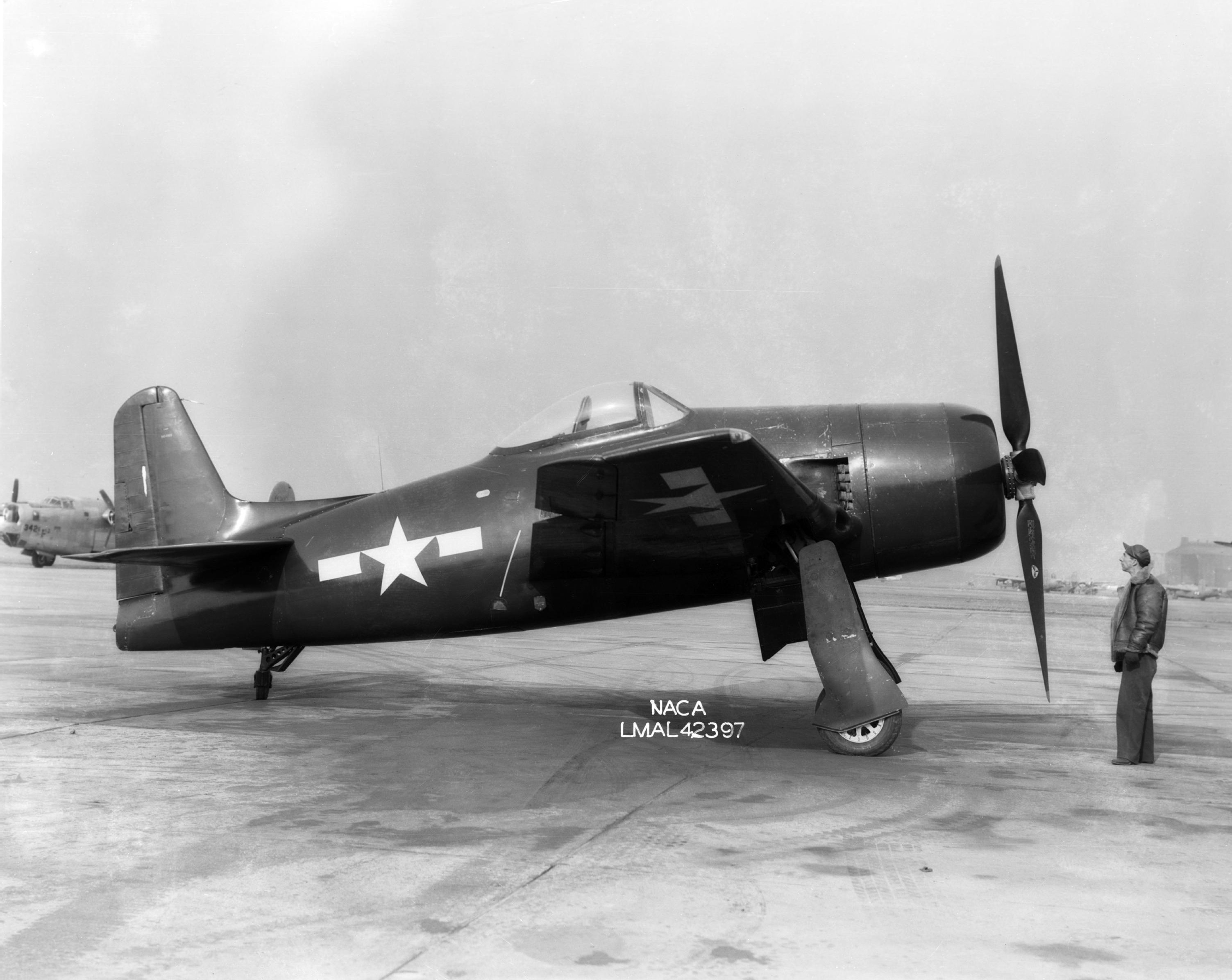
Prototype Grumman XF8F-1 Bearcat sur la base navale du Langley Research Center, le 5 février 1945

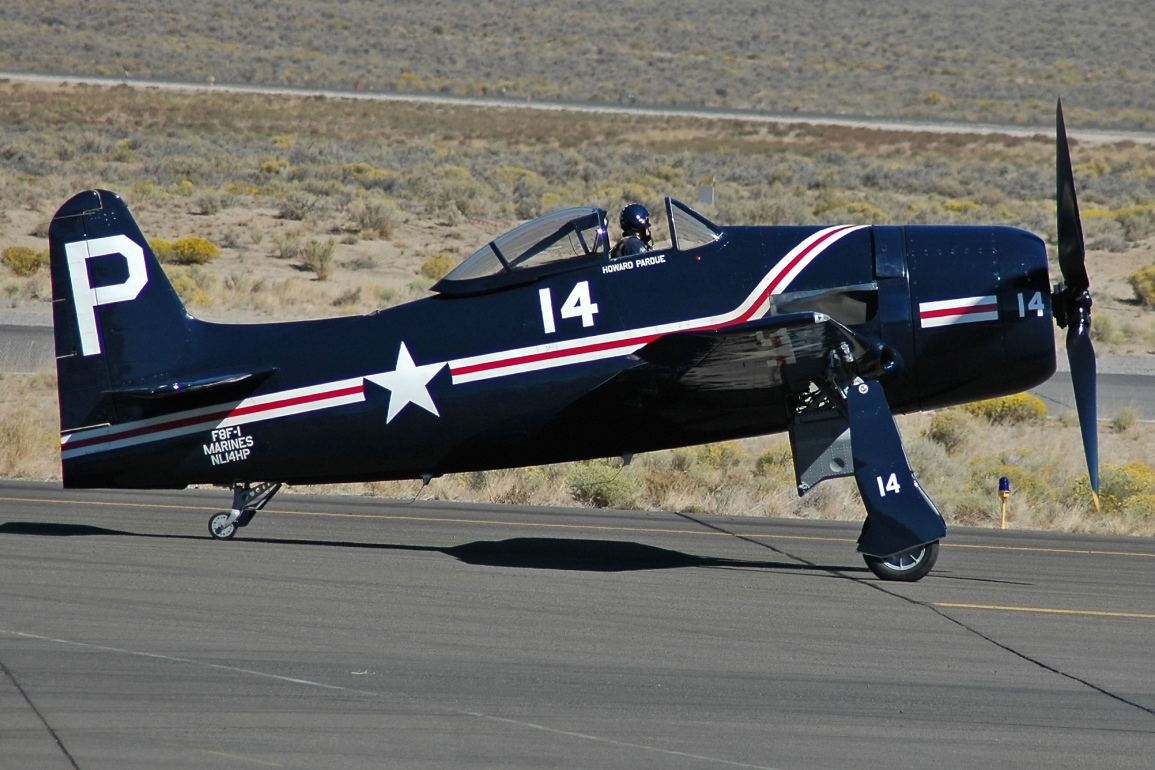
Un exemplaire préservé de Grumman F8F-1 Bearcat, le 17 septembre 2004

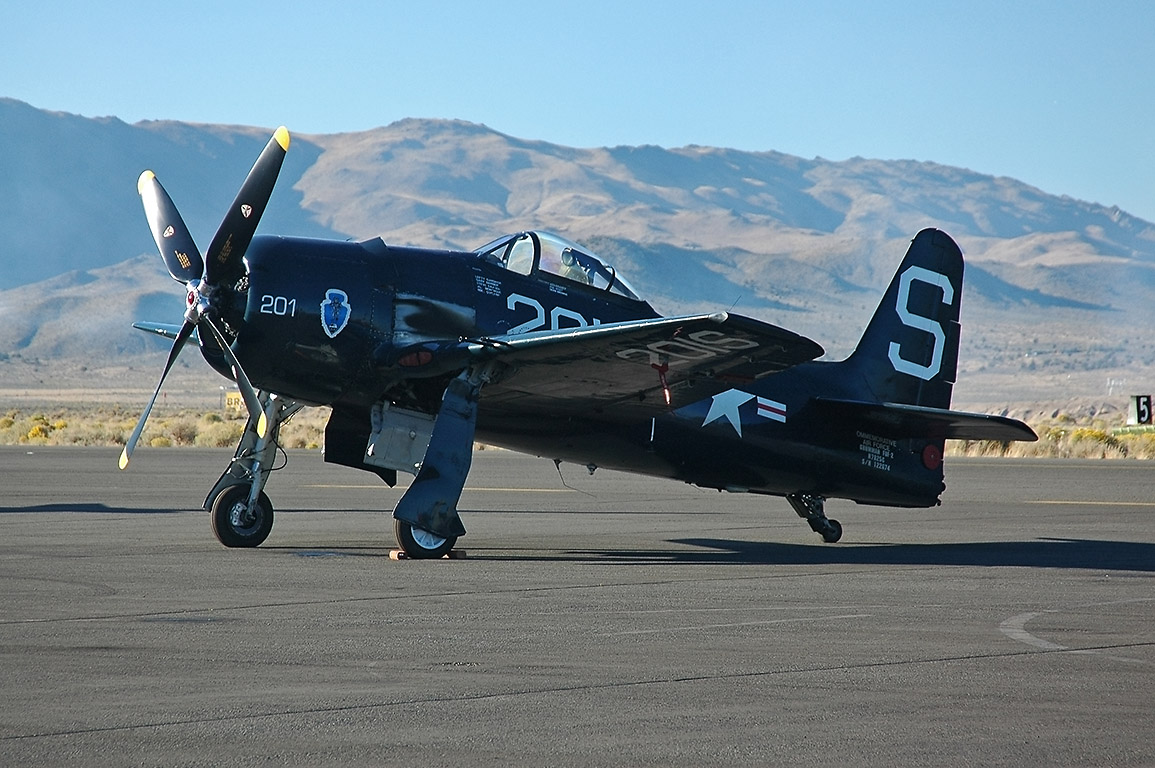
Un exemplaire préservé de Grumman F8F-2 Bearcat, 16 septembre 2004

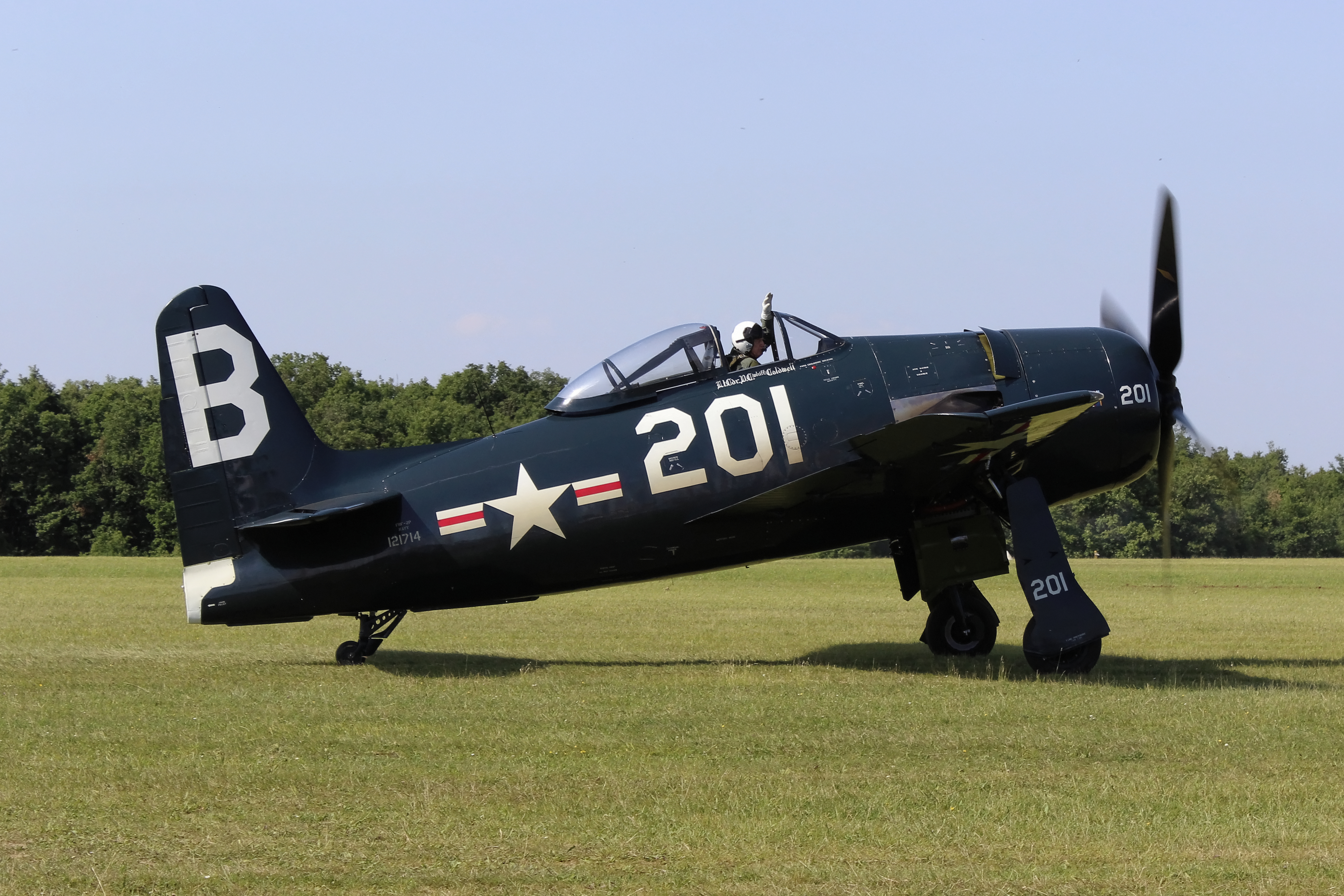
Un F8F-2P au Meeting aérien de la Ferté-Alais en 2014

G-58
Désignation du projet chez Grumman
G-58A
Désignation pour 2 avions civils. Le premier acheté par la Gulf Oil Company pour le Major Alford Williams, le second utilisé par Grumman pour démonstration
XF8F-1
Prototype, deux exemplaires construits.
F8F-1 Bearcat
Chasseur monoplace avec des ailes repliables, une roulette de queue rétractable, des réservoirs auto-obstruants, motorisé par un Pratt & Whitney R-2800-34W Double Wasp de 2 100 ch et armé de 4 mitrailleuses Browning M2 de 0.50 (12,7 mm).
F8M-1 Bearcat
Désignation des F8F-1 Bearcat construit par la General Motors.
F8F-1B Bearcat
Chasseur monoplace, armé de 4 canons M3 de 20 mm (calibre 0.79).
F8F-1(D) Bearcat
Version destinée à l'export pour la France et la Thaïlande.
XF8-1N
Prototype de chasseur de nuit, deux exemplaires construits.
F8F-1N Bearcat
Chasseur nocturne, équipé avec un radar APS-19.
XF8F-2
Prototype du F8F-2, deux exemplaires construits.
F8F-2 Bearcat
Version améliorée, équipée avec un capot moteur et des ailerons plus aérodynamiques, armée de 4 canons M3 de 20 mm (calibre 0.79), motorisée avec un Pratt & Whitney R-2800-30W, 293 exemplaires construits.
F8F-2N Bearcat
Chasseur nocturne, équipé avec un radar APS-19.
F8F-2P Bearcat
Version de reconnaissance photo, avec un équipement photo mais armée de 2 canons M3 de 20 mm. 
F8F-1D and F8F-2D
Désignation pour un petit nombre de F8F-1 et F8F-2 convertis pour le contrôle de drone.

## Pays utilisateurs
États-Unis
- United States Navy
- United States Marine Corps

 France
- Armée de l'air et de l'espace
  - Voici, par ordre chronologiques, les unités qui en furent équipés[14] :
    - Groupe de chasse 1/9 Limousin
    - GC 3/6 Roussillon
    - GC 2/8 (puis GC 2/22) Languedoc
    - GC 1/6 Corse
    - GC 1/8 (puis 1/22) Saintonge
    - Escadron de reconnaissance d'outre-mer EROM 80
    - GC 1/21 Artois
    - GC 2/9 (puis 2/21) Auvergne
    - Escadron de reconnaissance photographique ERP 2/19 Armagnac

 Thaïlande
- Royal Thai Air Force

 Viêt Nam du Sud
- Force aérienne vietnamienne

## Survivants
Un petit nombre de F8F existe encore : 11 approximativement en état de vol (dont un grand nombre d'avions de course), 8 restaurés pour un usage statique et environ une douzaine d'autres à l'état d'épave ou en cours de restauration.